# Chalid Maschal

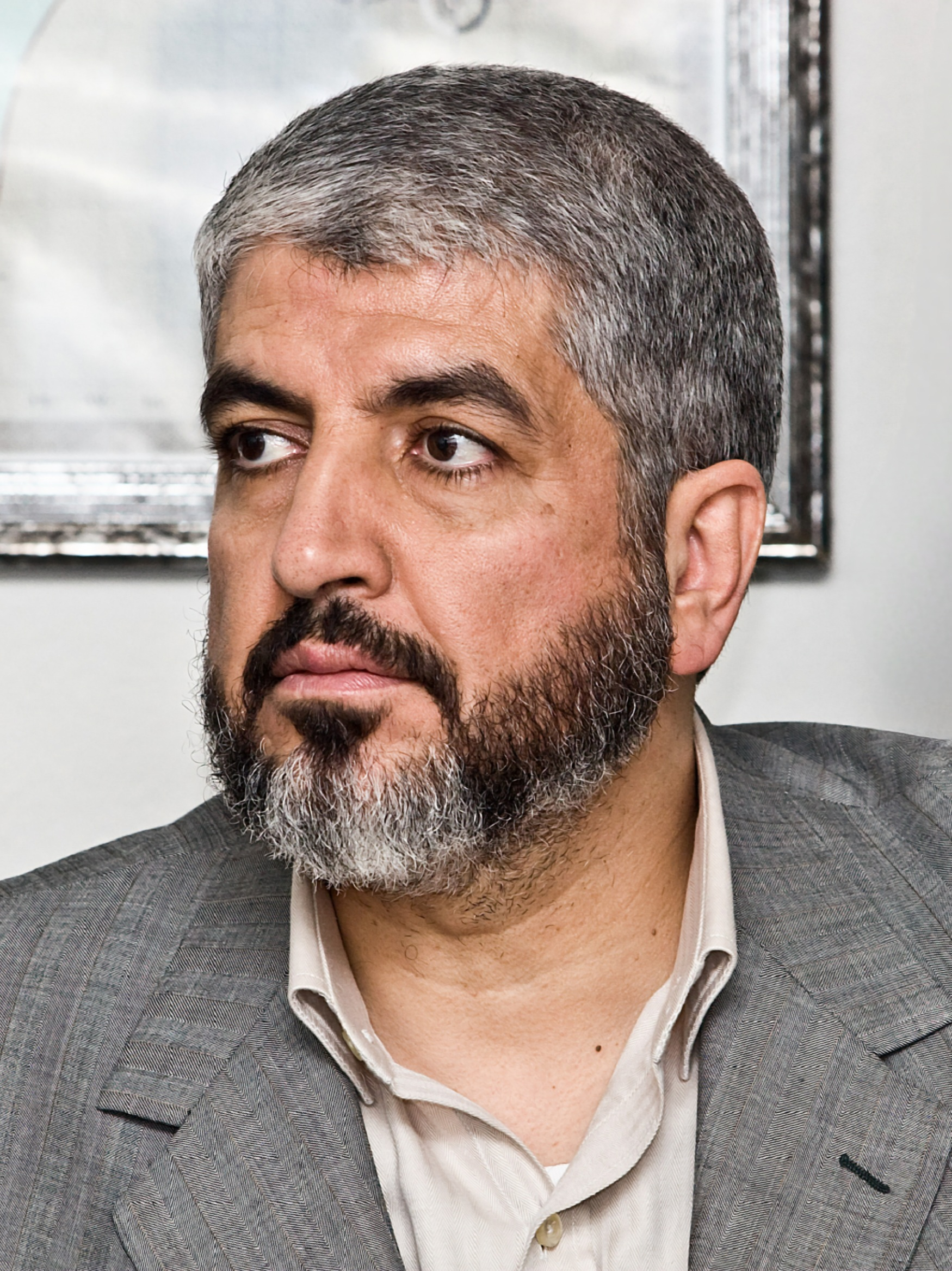
Chalid Maschal (2009)

Chalid Maschal oder Chaled Meschaal (arabisch خالد مشعل Chālid Maschʿal, DMG Ḫālid Mašʿal; * 28. Mai 1956 in Silwad bei Ramallah) ist ein palästinensischer Politiker und war von 1996 bis 2017 Vorsitzender des Politbüros der Terrororganisation Hamas.
Der libanesische Fernsehsender LBCI enthüllte am 18. Oktober 2024, dass Chalid Maschal nach dem Tod von Yahya Sinwar zum Interimsführer der Hamas ernannt wurde.

## Leben
Chalid Maschal wurde 1956 im damals jordanischen Silwad nördlich von Ramallah im Westjordanland geboren. Sein Vater, Abd al-Qadir Maschal, zog 1957 als Arbeitsmigrant nach Kuwait, wo er als Fellache in der Landwirtschaft und als Imam arbeitete. Maschal wuchs in einem religiös-konservativen Umfeld auf.
Maschal erlebte als Elfjähriger den Sechstagekrieg mit, in dessen Verlauf das Westjordanland von Israel besetzt wurde. Laut eigener Aussage prägten dieser Krieg, die arabische Niederlage und die damit verbundene Auswanderung seiner Familie seine Persönlichkeit immens. Im Sommer 1967 zog die Familie nach Kuwait zu seinem Vater.
In Kuwait besuchte Maschal zunächst eine von der PLO betriebene Abendschule für Flüchtlinge, die stark nationalistisch geprägt war. Angeworben durch Freunde mit ähnlichem religiösem Hintergrund, trat er 1971 – im Alter von fünfzehn Jahren – der Muslimbruderschaft bei.
Maschal engagierte sich an der Universität Kuwait als Gründer und Führer des Haqq-Blocks, einer islamistischen palästinensischen Gruppierung, welche die Dominanz von Jassir Arafats Palästinensischer Befreiungsorganisation (PLO) auf dem Campus bekämpfte. Er erlangte an seiner Universität einen Bachelor of Science in Physik.
Er heiratete 1981 und hat sieben Kinder. Maschal behauptet, ab 1983 führend am Umbau der palästinensischen Muslimbruderschaft in die Hamas mitgearbeitet zu haben. Als Exilpalästinenser habe er in Kontakt mit verschiedensten palästinensischen Muslimbrüdern gestanden, habe jedoch das öffentlichkeitswirksamste Gesicht der Hamas, Ahmad Yasin, nie persönlich getroffen.
Nach dem gescheiterten, von den Palästinensern begrüßten Einmarsch von Saddam Husseins Truppen in Kuwait 1990, zog Maschal nach Jordanien.
Seit der Gründung ist er Mitglied des Politischen Büros der Hamas, 1996 wurde er der Vorsitzende und damit zum politischen Sprecher der Hamas. Maschal war strikter Gegner des Oslo-Prozesses und wollte die einige Jahre zuvor etablierten Selbstmordanschläge unbedingt fortsetzen. Er intensivierte zu diesem Zweck die Kooperation der Hamas mit der Islamische Revolutionsgarde des Iran, um Qassambrigadisten im Iran zu Sprengstoffexperten auszubilden und sie dann in die von der Palästinensischen Autonomiebehörde kontrollierten Gebiete einzuschleusen. Maschal wurde für seine Entscheidungen mehrmals von in Palästina lebenden Hamas-Mitgliedern wie Mahmud al-Zahar kritisiert, da er die Not der Palästinenser in den besetzten Gebieten nicht kennen würde. Unter Maschals Führung intensivierten sich auch die gegen die PLO gerichteten Anschläge und Kämpfe der Hamas.
Ende der 1990er kam es in der jordanischen Muslimbruderschaft zu Meinungsverschiedenheiten über die Beziehung zur Hamas. Die jordanischen Behörden nutzten diese wachsende Kluft, um gegen die Hamas vorzugehen. Am 30. August 1999 schloss die Polizei das Hamas-Büro in Amman, während sich Maschal mit zwei weiteren Politbüromitgliedern im Iran aufhielt. Trotz Aufforderungen der Muslimbruderschaft, dort zu bleiben, reiste er im September wieder in das Königreich ein, wurde verhaftet und nach Androhung einer langjährigen Haftstrafe im November abgeschoben.
Maschal lebte zwischenzeitlich in Damaskus und war an den Verhandlungen um die Befreiung des entführten Gilad Schalit beteiligt.
Nachdem im Mai 2007 mehrere Raketen aus Gaza in der israelischen Kleinstadt Sderot eingeschlagen waren, drohten mehrere israelische Minister der gesamten Hamas-Führung mit gezielten Tötungen. Der Minister für Innere Sicherheit, Avi Dichter, drohte namentlich, den im syrischen Exil lebenden politischen Chef der Hamas, Chalid Maschal, bei „erstbester Gelegenheit“ zu töten, da er ein „mehr als legitimes Ziel“ sei.
Im April 2008 schlug Maschal bei einem Treffen mit dem früheren US-Präsidenten Jimmy Carter eine zehnjährige Waffenruhe vor, falls Israel die 1967 besetzten Gebiete vollständig räume. Dies wäre eine „taktische Phase im Widerstand, und nicht mehr“. Maschal bekräftigte im Mai 2008 und 2012 erneut, die Hamas würde den „Dschihad“ unter keinen Umständen beenden.
2011 nahm Jordaniens neuer Premierminister Aun Schaukat al-Chasauneh den Beschluss von 1999 zurück und lud Hamas-Führer Maschal zu einem Staatsbesuch ein, um der jordanischen Muslimbruderschaft entgegenzukommen. Im Januar 2012 empfing Jordaniens König Maschal und rehabilitierte ihn damit.
Anfang 2012 verließ Maschal im Verlauf des syrischen Bürgerkrieges, in dem sich die Hamas gegen Präsident Baschar al-Assad stellte, sein Exil in Damaskus und übersiedelte nach Katar. Er rief weiter zum Terror gegen Israel auf.
Am 7. Dezember 2012 reiste Maschal über Ägypten in den Gazastreifen, um an den Feierlichkeiten zum 25-jährigen Jubiläum der Hamas teilzunehmen. Es war laut Medienberichten das erste Mal seit 45 Jahren, dass er die palästinensischen Gebiete betrat. Maschal selbst gab in einem Interview an, 1975 mit einem Touristenvisum Israel und die palästinensischen Gebiete besucht zu haben.
Im Mai 2017 wählte die Schura der Hamas Ismail Haniyya, bisher Stellvertreter von Maschal, zum neuen Vorsitzenden ihres politischen Büros. Unmittelbar vor der Machtübergabe präsentierte Maschal noch das neue Hamas-Grundsatzpapier, wohl in der Hoffnung, damit auch nach seinem Abtritt noch den Kurs der Hamas zu beeinflussen.
Nach dem Terrorangriff der Hamas auf Israel am 7. Oktober 2023 rief Chalid Maschal in einer Videobotschaft zu Protesten „auf den Plätzen und in den Straßen der arabischen und islamischen Welt“ auf, um Unterstützung für die Hamas zu zeigen.

## Mordanschlag
Am 25. September 1997 wurde Maschal das Ziel eines Anschlags des israelischen Geheimdiensts Mossad. Im Auftrag des damaligen israelischen Ministerpräsidenten Benjamin Netanjahu, begaben sich mehrere Agenten mittels kanadischer Pässe nach Jordanien, wo sich Maschal aufhielt. Der Anschlag selbst wurde morgens gegen 10 Uhr vor Maschals Büro durchgeführt. Ein Agent sollte Maschal ablenken, ein anderer ihm unauffällig ein spurloses und tödliches Gift ins Ohr sprühen. Es handelte sich um ein Derivat von Fentanyl, das viel stärker als das handelsübliche Narkosemittel wirkt, leicht durch die Haut eindringt und innerhalb weniger Tage tödlich wirkt, ohne nachweisbar zu sein. Zwar gelang es den Attentätern, das Gift aufzusprühen, doch wurden sie nach kurzer Flucht von den Begleitern Maschals gestellt und jordanischen Sicherheitskräften übergeben.
Jordaniens König Hussein verlangte daraufhin von Netanjahu die Herausgabe des Gegengifts. Netanjahu lehnte zunächst ab und erst durch Intervention von US-Präsident Bill Clinton wurde das Gegengift übergeben. Die jordanischen Ärzte hatten schon Informationen von den Agenten erhalten und auch Spritzen mit dem Gegenmittel, das bei den Agenten gefunden wurde. Sie gingen jedoch konservativ vor, da sie den Israelis misstrauten. Maschal, dessen Atmung gelähmt war, wurde in ein künstliches Koma versetzt und mit Naloxon, einem Antagonisten für Opioide, das sich am Ende als das gesuchte Gegenmittel erwies, und Flumazenil, einem Gegenmittel gegen Benzodiazepine, behandelt, was auch anschlug, auch wenn die Wirkung nur Minuten anhielt, so dass es ständig gegeben werden musste. Maschal überlebte auch dank seiner guten körperlichen Konstitution.
Die Mossad-Agenten wurden anschließend gegen den Hamas-Führer Ahmad Yasin ausgetauscht, der in Israel im Gefängnis saß und rund 7 Jahre später durch einen israelischen Raketenangriff mit Hubschrauber getötet wurde.